# Emil Schieche
Emil Schieche (* 10. November 1901 in Wien; † 28. Februar 1985 in Stockholm) war ein aus Österreich gebürtiger Archivar, Historiker und Hochschullehrer, der nach Schweden ausgewandert ist.

## Leben
Nach dem Besuch des Gymnasiums in Prag, wo er 1920 das Abitur ablegte, studierte er an der dortigen Deutschen Universität und an der Universität Wien sowie am Institut für österreichische Geschichtsforschung in Wien u. a. Historische Hilfswissenschaften. 1924 promovierte er in Prag zum Dr. phil. Das Thema seiner Dissertation lautete Ein Schweidnitzer Formularbuch aus der Luxemburger Zeit. Die Ergebnisse seiner Untersuchung über diese Sammlung des Johannes von Neumarkt veröffentlichte er in deutscher und tschechischer Sprache.  1925 trat er in den Dienst des Landesarchivs in Prag, daneben war er von 1928 bis 1930 auch wissenschaftliche Hilfskraft am Historischen Institut in Prag. 1930 zog er nach Breslau, wo er im Staatsarchiv arbeitete. Bis zum Examen 1932 besuchte er das Preußische Institut für Archivwissenschaften in Berlin, danach ging er als Lektor für Tschechisch an die Universität Breslau. 
Nach der Bildung des Protektorats Böhmen und Mähren 1939 leitete er bis 1941 das Politische Archiv des deutschen Außenministeriums in Prag. Am 3. März 1939 beantragte er die Aufnahme in die NSDAP und wurde am 1. Februar 1940 aufgenommen (Mitgliedsnummer 7.456.599). Nach Rückkehr aus dem Zweiten Weltkrieg 1945 reiste er nach Schweden aus, wo er 1949 eine Stelle am Reichsarchiv in Stockholm erhielt. 1955 wurde Emil Dozent für historische Hilfswissenschaften an der Universität Stockholm. 
Er war Mitglied der Historischen Kommission für Schlesien, Korrespondierendes Mitglied der Historischen Kommission für ost- und westpreußische Landesforschung und Gründungsmitglied der Historischen Kommission der Sudetenländer.

## Werke (Auswahl)
- Politische Geschichte Schlesiens, 1938.
- Die Sudetendeutschen in Schweden. In: Stifter-Jahrbuch 2 (1951), S. 148–157.
- Die Anfänge der deutschen St. Gertruds-Gemeinde zu Stockholm im 16. Jahrhundert. Münster 1952.
- Das Recht in der Sudetenfrage. In: Außenpolitik 5 (1954), S. 647–652.